# ジョゼ・フランシスコ・トーレス
ホセ･フランシスコ・トーレス・メーセル（José Francisco Torres Mezzell, 1987年10月29日 - ）は、アメリカ合衆国・テキサス州ロングビュー出身のサッカー選手。USLチャンピオンシップ・コロラドスプリングス・スイッチバックスFC所属。アメリカ代表。ポジションはMF（センターハーフ）。
メキシコ人の父親とアメリカ人の母親の間に生まれ、メキシコとアメリカの国籍を有する。

## 経歴
2003年からCFパチューカのユースチームに所属し、2006年にトップチームに昇格した。

## 代表歴

### 出場大会
- アメリカ代表
  - 2010 FIFAワールドカップ

### 試合数
- 国際Aマッチ 26試合 0得点（2008年-2013年）[1]

| アメリカ代表 | 国際Aマッチ | 国際Aマッチ |
| 年           | 出場        | 得点        |
| ------------ | ----------- | ----------- |
| 2008         | 2           | 0           |
| 2009         | 5           | 0           |
| 2010         | 4           | 0           |
| 2011         | 3           | 0           |
| 2012         | 6           | 0           |
| 2013         | 6           | 0           |
| 通算         | 26          | 0           |

## タイトル

### クラブ
CFパチューカ
- プリメーラ・ディビシオン クラウスーラ 2007
- CONCACAFチャンピオンズリーグ 2007, 2008, 2009-10
- スーパーリーガ 2007

### 代表
アメリカ合衆国代表
- CONCACAFゴールドカップ 2013